# Gabriel Bernardino
Gabriel Rodrigo Ribeiro Tavares Bernardino (nacido en 1964) es un matemático portugués. Es el presidente de la Autoridad Europea de Seguros y Pensiones de Jubilación (AESPJ), después de su nombramiento en enero de 2011.

## Biografía
Bernardino ocupó el cargo de Presidente de la Autoridad Europea de Seguros y Pensiones de Jubilación el 1 de marzo de 2011, para un primer mandato de cinco años. Su nominación, seguido de una preselección de la Comisión Europea y fue confirmado por el Parlamento Europeo después de una audiencia pública el 1 de febrero de 2011.
De 2009 a principios de 2011, se desempeñó como presidente de la junta directiva del Comité Europeo de Seguros y Pensiones de los Supervisores (CEIOPS), predecesor de la AESPJ.
El 16 de diciembre de 2015, el Parlamento Europeo reeligió a Bernardino para un segundo mandato de cinco años, que comenzó el 1 de marzo de 2016. Como Presidente de la AESPJ, es el responsable de la dirección estratégica de la autoridad de regulación financiera.